# Nicholas Onuf
Nicholas Greenwood Onuf (ur. 1941) – badacz stosunków międzynarodowych, jeden z czołowych zwolenników konstruktywizmu w teorii stosunków międzynarodowych. Obecnie profesor Wydziału Stosunków Międzynarodowych Florida International University. Przedtem wykładał na American University, Columbia University, Georgetown University, Howard University, Ritsumeikan University i na University of Colombo. Absolwent Johns Hopkins University. Publikował w International Organization, American Journal of International Law i International Studies Quarterly.

## Prace
- "A Constructivist Manifesto" in Burch & Denemark, eds., Constituting Political Economy (Lynne Rienner, 1997)
- "Constructivism: A User's Manual" in Kubálková, et al. eds., International Relations in a Constructed World (M.E. Sharpe, 1998);
- "Worlds of Our Own Making: The Strange Career of Constructivism" in Puchala, ed., Visions of International Relations (University of South Carolina Press, 2002)
- "Parsing Personal Identity" in Debrix, ed., Language Agency and Politics in a Constructed World (M.E. Sharpe, 2002).